# أجهزة مستخدمة في علم الأمراض
الأجهزة المستخدمة خصيصًا في علم الأمراض هي كالتالي:

## قائمة الأجهزة
| الجهاز | الاستخدامات |
| --- | --- |
| مقياس التدفق الخلوي | يتم استخدامه لحساب عدد الخلايا آليًا كما في العد الدموي الشامل والعد التفريقي، إلخ.                                                                               |
| حمام الأنسجة أو حمام الأعضاء أو جهاز ديل | يتم استخدامه في تجارب الأنسجة الكاملة، على سبيل المثال باستخدام المعي اللفائفي لخنزير غينيا المستعمَل بشكلٍ أساسي في علم الصيدلة لاستخدام الأدوية على هذه الأنسجة. |
| مقياس الهيموجلوبين الساهلي | وسيلة قديمة ولكنها سريعة وبسيطة لقياس الهيموجلوبين في المختبرات. ويتم استخدامه حاليًا في بعض الأماكن حيث تكون الأجهزة البصرية المتطورة غير متاحة                  |
| عداد خلايا الدم | مجهر مرتبط بجهازٍ يتم استخدامه في العد اليدوي للخلايا في سوائل الجسم مثل الدم، إلخ، بما في ذلك عد المَني                                                           |
| أنبوب ونتروب | يتم استخدامه لقياس سرعة تثقل الكريات الحمراء (ESR) (طريقة ونتروب) وحجم الخلايا المكدَّسة (PCV) والهيماتوكريت، إلخ.                                                 |
| أنبوب ويسترجرين وحامل سرعة تثقل الكريات الحمراء                                                                                                | يتم استخدامهما لقياس سرعة تثقل الكريات الحمراء (طريقة ويسترجرين)                                                                                                 |
| القوالب البلاستيكية المخصصة للاستعمال مرة واحدة أو قوالب الطمر (قوالب ليكارت على شكل إل (L)) لإنشاء قوالب بارافين للأنسجة في علم أمراض الأنسجة | يتم استخدامها لعمل قوالب من النسيج لتقطيعها إلى شرائحٍ رقيقة للفحص المجهري                                                                                        |
| حوامل القوالب (في علم أمراض الأنسجة) | يتم استخدامها لحمل قوالب الأنسجة خلال عملية القطع |
| •المِشراح المبرّد (الكريوستات) | ، نوعٍ خاص يتم استخدامه أثناء العمليات لمساعدة الجرَّاح في تعيين حدود الأنسجة المريضة (خصوصًا الأورام).                                                              |
| •المِشراح الهزاز | ؛ نوع خاص |
| •المِشراح ذو القاعدة الزلّاجة | ؛ نوع خاص |
| •المِشراح الفائق | ؛ نوع خاص |
| الحمامات العائمة لشرائح الأنسجة (في علم أمراض الأنسجة)                                                                                         | يتم استخدامها لبسط الشرائح الرقيقة المقطَّعة على الماء باستخدام التوتر السطحي ومن هنا يتم وضعها على الألواح الزجاجية                                               |
| أنبوب رايل أو الأنبوب الأنفي المَعِدِي | يتم استخدامه للشفط الأنفي المَعِدِي (أو في بعض الأحيان لإدخال المواد الغذائية والأدوية).                                                                            |
| إبر الخزعة الشفطية بالإبرة (FNAC) | يتم استخدامها في الإبر الرفيعة الشافطة للمواد من داخل الجسم، كما يتم استخدامها في الفحوصات التشخيصية للخلايا المكتسَبة للتو                                       |
| إبرة الخَزعة بالمنشار الثاقب | يتم استخدامها لأخذ خزعة من الأنسجة الصلبة العميقة مثل نخاع العظام (داخل عظمة صلبة)                                                                               |
| مقياس التنفس | يتم استخدامه لاختبار وظائف الرئة |
| •نمط مَسدّ الماء | -مكرر- |
| •نمط حقيبة دوغلاس | -مكرر- |
| مقياس جريان الزفير الأقصى أو مقياس مستوى ذروة الجريان الزفيري الأقصى                                                                           | يتم استخدامه لاختبار وظائف الرئة عن طريق اختبار المستوى الذي يمكن للشخص أن يخرجه من الزفير، وهو مفيد لتشخيص الداء الرئوي الانسدادي المزمن(COPD) والربو           |
| الزئبق أو مقاييس الضغط الأخرى | يتم استخدامه لقياس ضغط السوائل في تجويفٍ ما مثل النفق الفقري، الزائدة في أمراضٍ معيّنة                                                                              |
| جهاز تخطيط كهربائية القلب | |

## معرض الصور

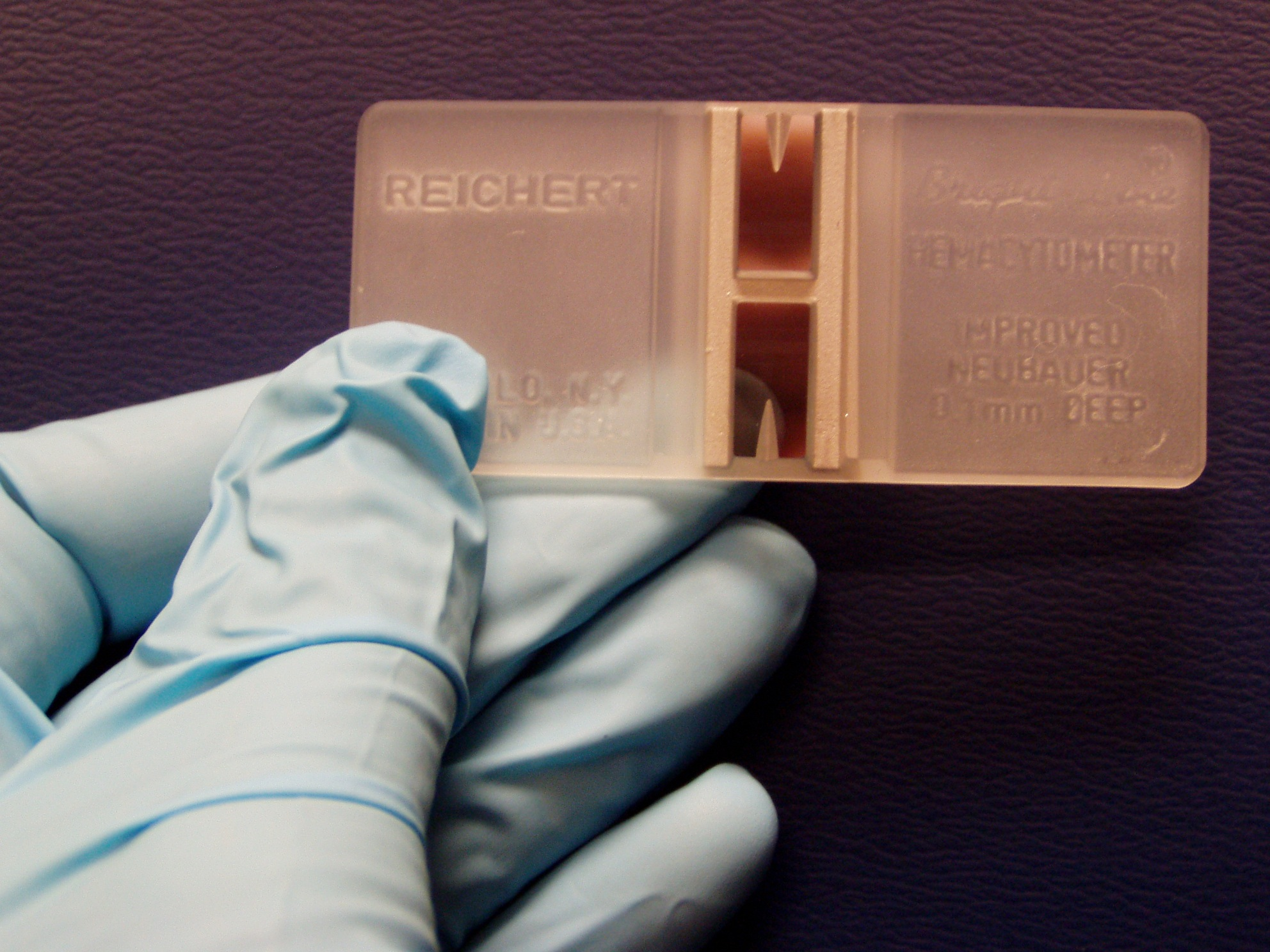
عداد خلايا الدم
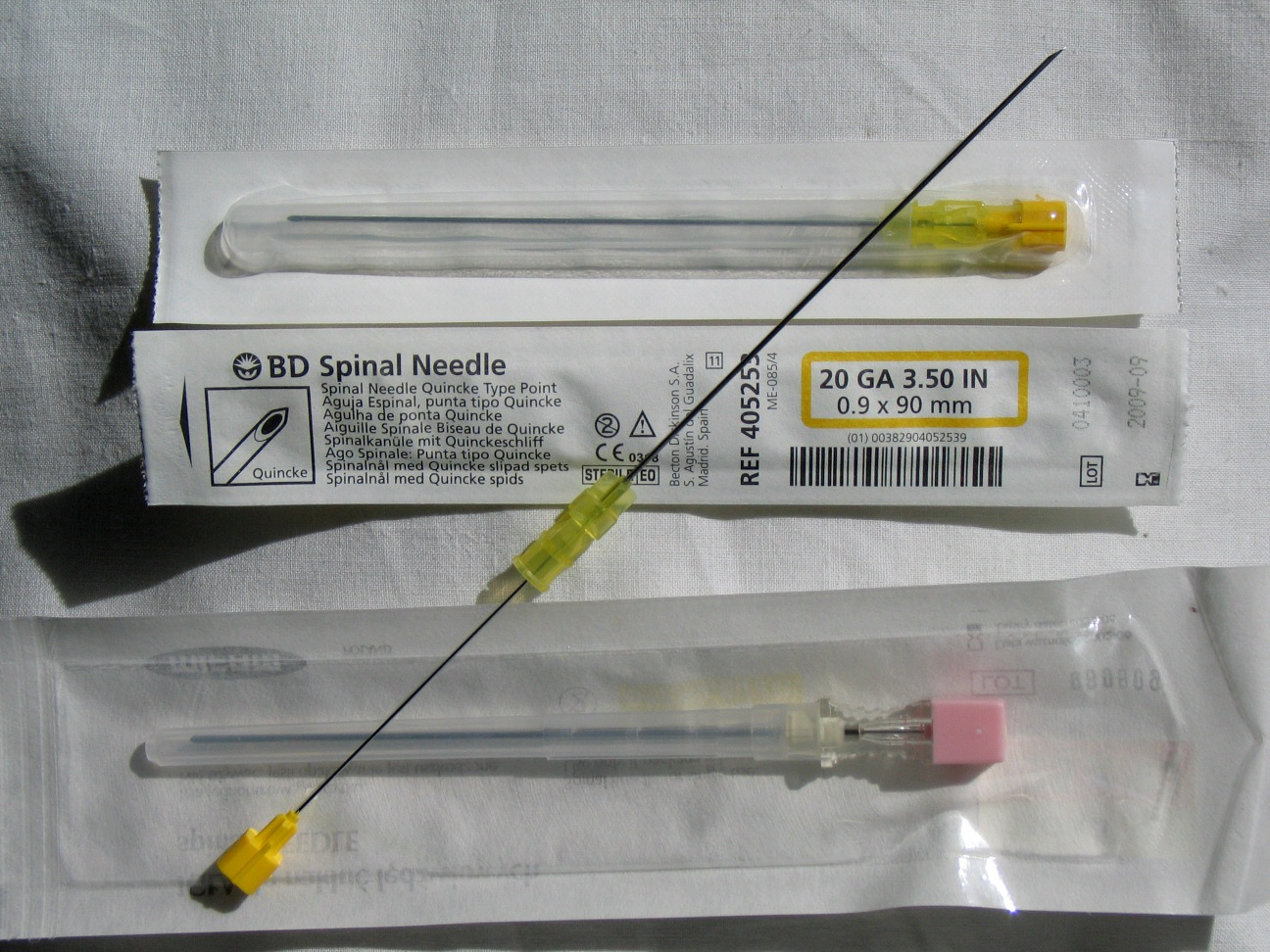
إبر البَزْل القَطَني
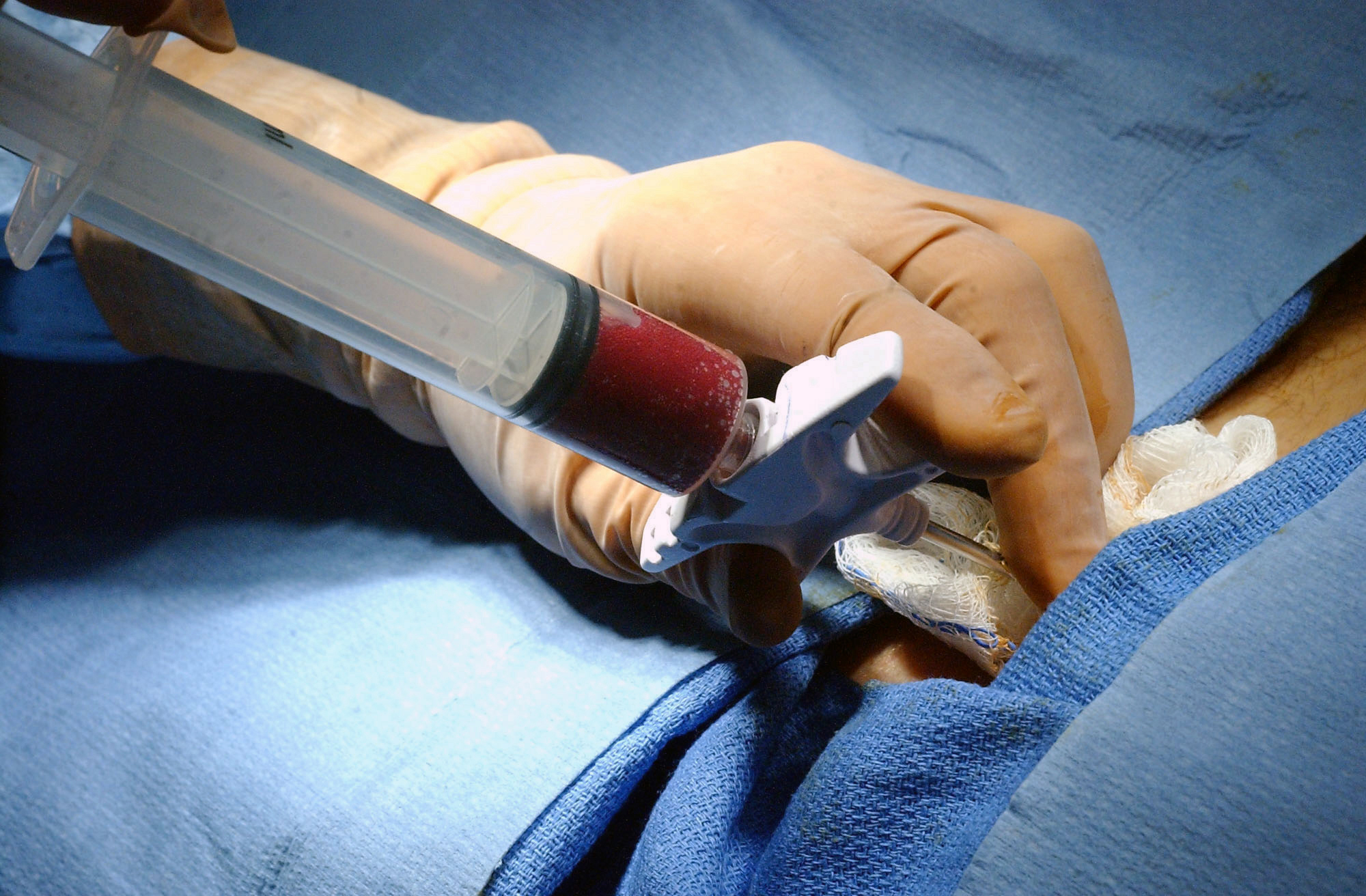
بزل النخاع
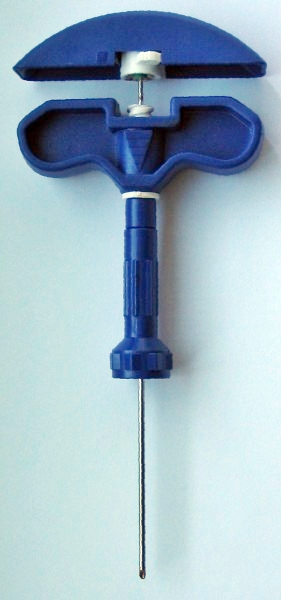
إبرة خزع نخاع العظام
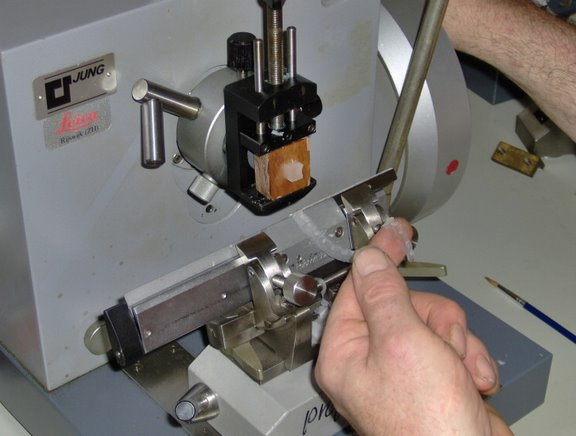
مِشراح دوار
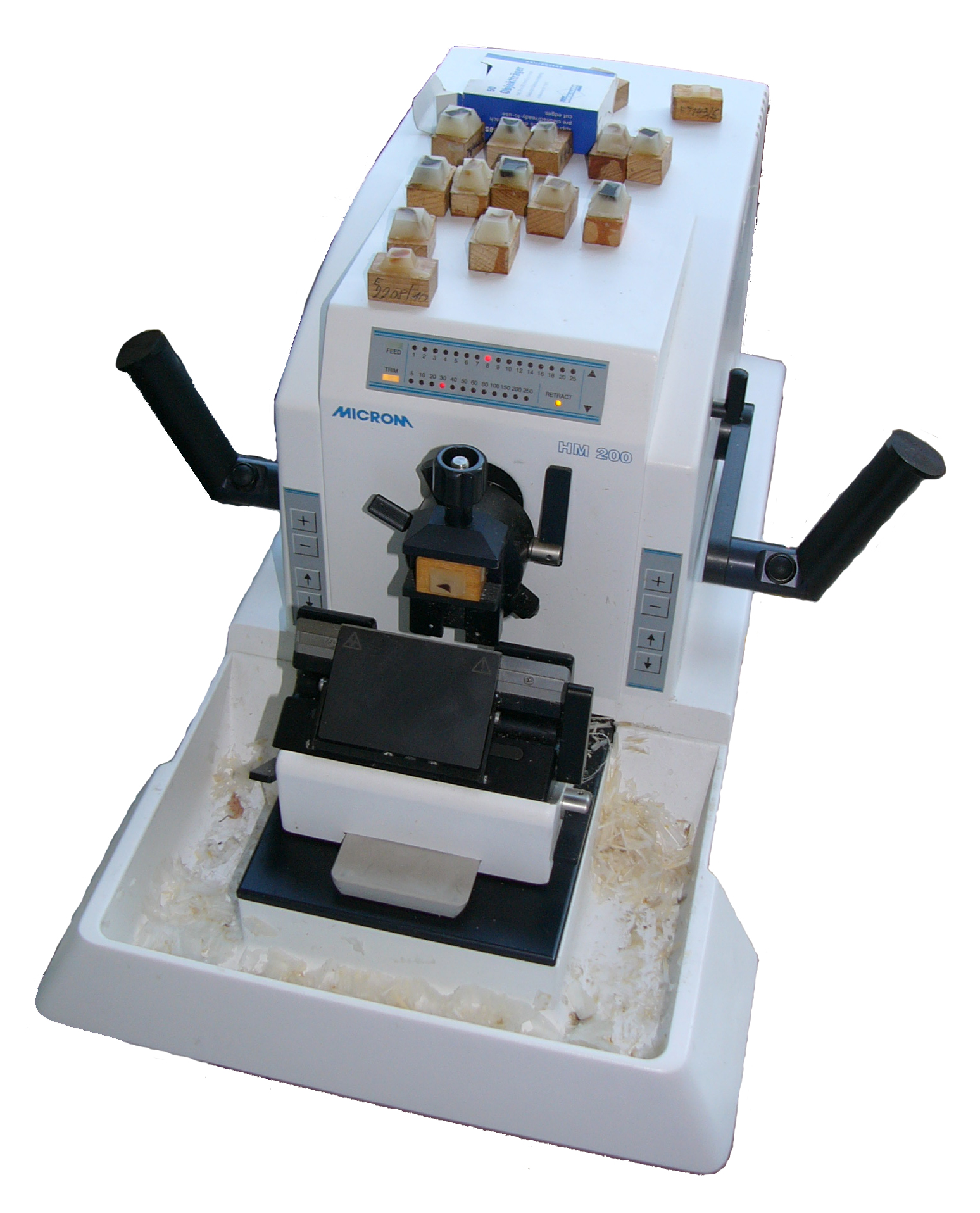
مِشراح كهربائي
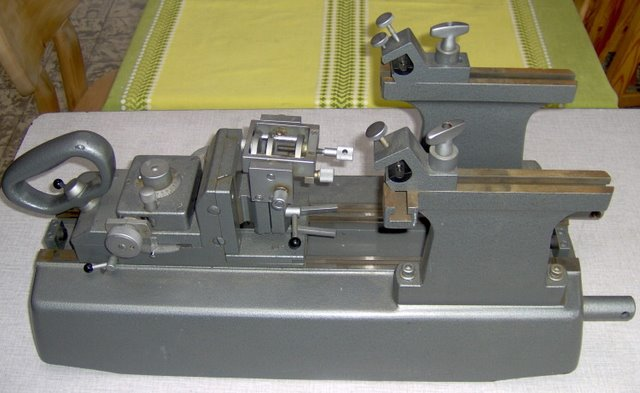
مِشراح ذو قاعدة زلاجة
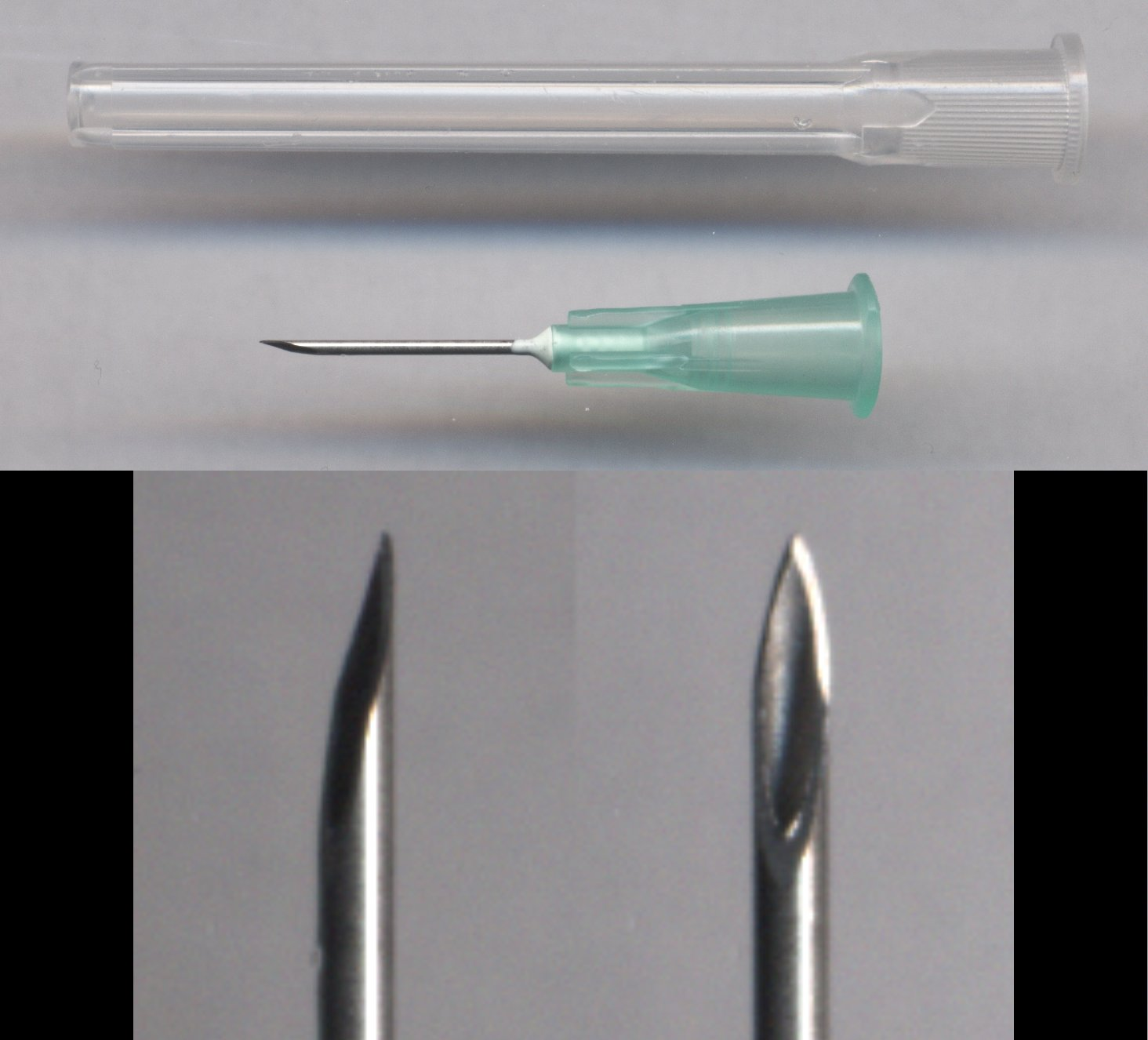
إبرة حقن تحت الجلد
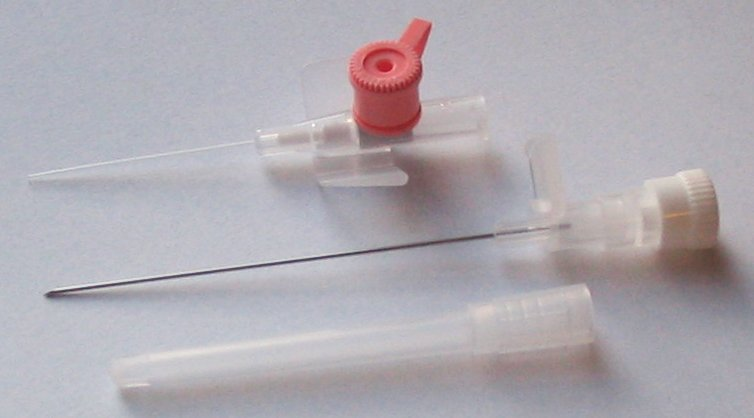
قُنَيّة وريدية
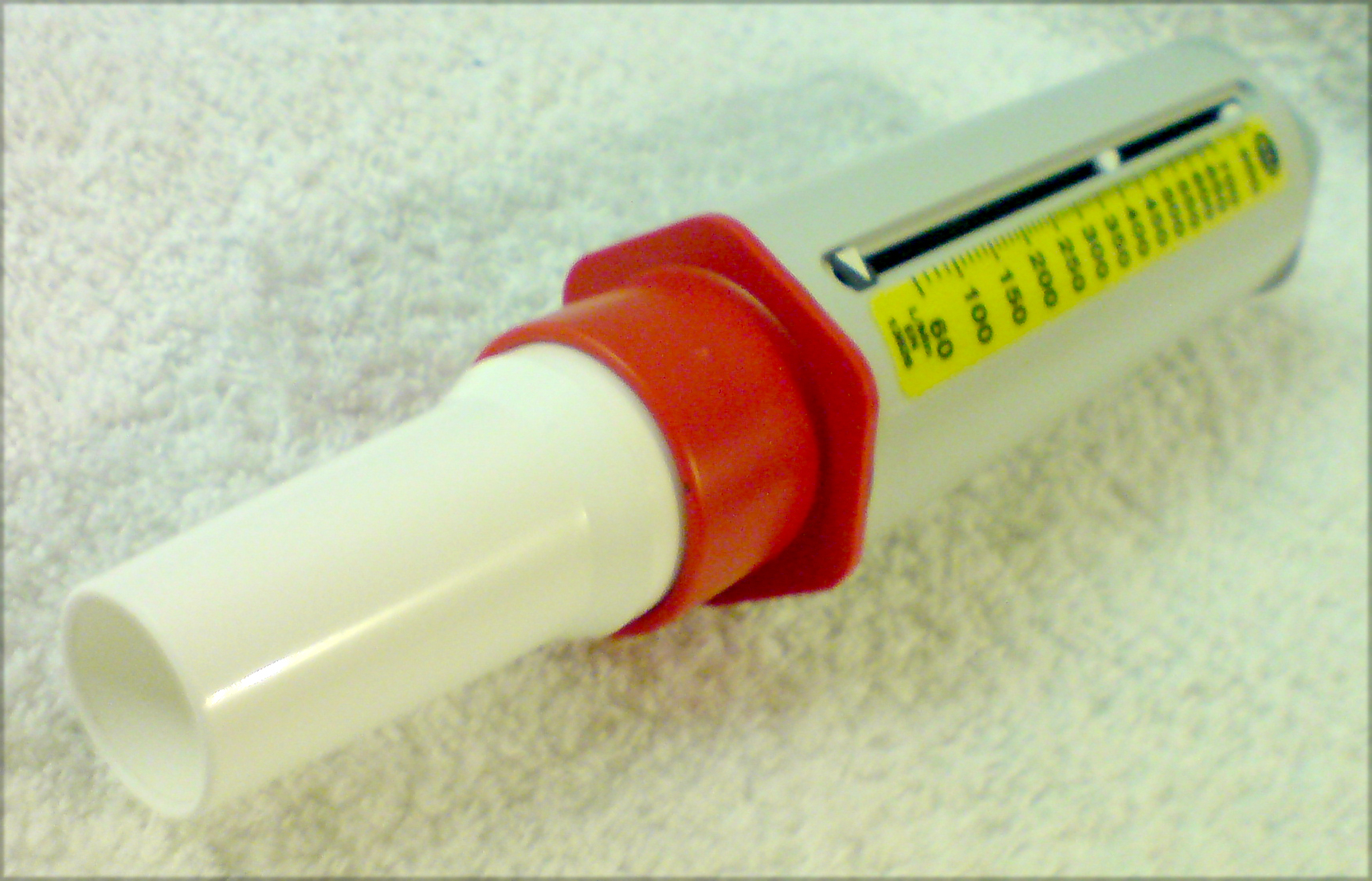
مقياس جريان الزفير الأقصى
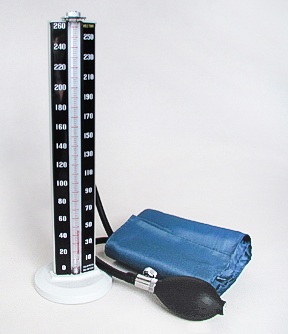
جهاز ضغط الدم
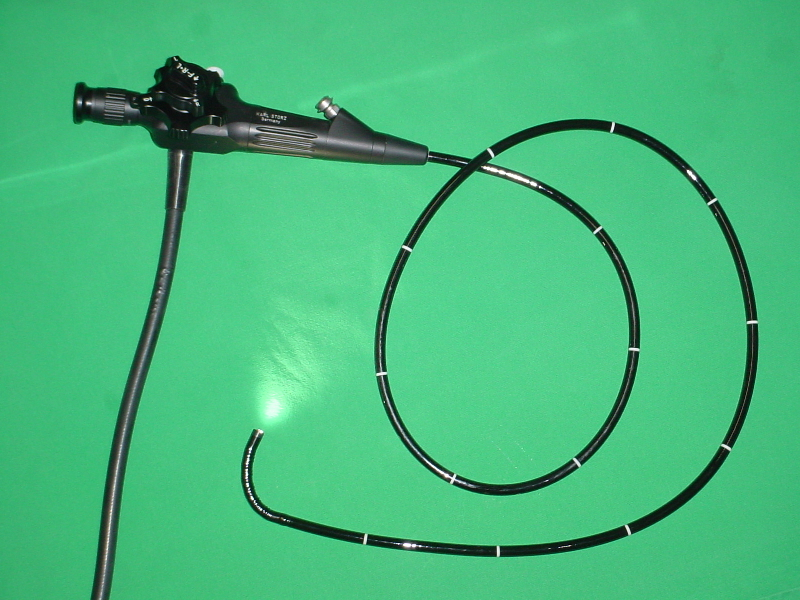
منظار داخلي مرن